# Szermierka na Światowych Wojskowych Igrzyskach Sportowych 2019
Szermierka na Światowych Wojskowych Igrzyskach Sportowych 2019 – zawody szermierzy, które odbywały się  podczas igrzysk wojskowych chińskim Wuhanie w dniach 19–24 października 2019 roku. Zawody zostały przeprowadzone w Wuhan City Polytechnic Gymnasium.

## Harmonogram
Legenda
| ● | Ceremonia otwarcia | ● | Finały | ● | Ceremonia zamknięcia |
| Październik 2019     | Październik 2019     | 19        | 20        | 21        | 22        | 23        | 24        | Ogółem |
| -------------------- | -------------------- | --------- | --------- | --------- | --------- | --------- | --------- | ------ |
| Ceremonia            | Ceremonia            | ●         |           |           |           |           | ●         |        |
| Floret indywidualnie | Floret indywidualnie | Mężczyźni |           | Kobiety   |           |           |           | 2      |
| Szabla indywidualnie | Szabla indywidualnie | Kobiety   | Mężczyźni |           |           |           |           | 2      |
| Szpada indywidualnie | Szpada indywidualnie |           | Kobiety   | Mężczyźni |           |           |           | 2      |
| Floret drużynowo     | Floret drużynowo     |           |           |           | Mężczyźni |           | Kobiety   | 2      |
| Szabla drużynowo     | Szabla drużynowo     |           |           |           | Kobiety   | Mężczyźni |           | 2      |
| Szpada drużynowo     | Szpada drużynowo     |           |           |           |           | Kobiety   | Mężczyźni | 2      |
| Łącznie złote medale | Łącznie złote medale | 2         | 2         | 2         | 2         | 2         | 2         | 12     |

## Uczestnicy
W zawodach wzięło udział 183 zawodników z 27 państw.

- Argentyna (1)
- Belgia (1)
- Białoruś (6)
- Brazylia (9)
- Chiny (15)
- Dania (1)
- Francja (13)
- Gabon (1)
- Hiszpania (5)
- Holandia (3)
- Indonezja (1)
- Kanada (10)
- Kolumbia (3)
- Korea Południowa (9)
- Liban (1)
- Luksemburg (1)
- Nepal (1)
- Niemcy (11)
- Peru (2)
- Polska (12)
- Rosja (18)
- Szwajcaria (3)
- Szwecja (8)
- Ukraina (12)
- Wenezuela (14)
- Węgry (8)
- Włochy (18)

## Medaliści

### Mężczyźni
| Konkurencja   | Złoto                                                                 | Srebro                                              | Brąz                                                       |
| Konkurencja   | Zawodnik                                                              | Zawodnik                                            | Zawodnik                                                   |
| Floret        |                                                                       |                                                     |                                                            |
| Indywidualnie | Timur Safin · Rosja                                                   | Maxime Pauty · Francja                              | Aleksiej Czeriemisinow Lorenzo Nista                       |
| Drużynowo     | Rosja                                                                 | Francja                                             | Włochy                                                     |
| Drużynowo     | Aleksiej Czeriemisinow Alan Fardzinow Timur Safin Dmitrij Szerbczenko | Enzo Lefort Maxime Pauty Alexandre Sido             | Valerio Aspromonte Lorenzo Nista Damiano Rosatelli         |
| Szabla        |                                                                       |                                                     |                                                            |
| Indywidualnie | Richard Hueberes · Niemcy                                             | Konstantin Lokianow · Rosja                         | Dario Cavaliere Bjoern Huebner                             |
| Drużynowo     | Rosja                                                                 | Włochy                                              | Ukraina                                                    |
| Drużynowo     | Kamil Ibragimow Konstantin Lokianow Timur Safin Aleksandr Truszakow   | Dario Cavaliere Alberto Pellegrini Giovanni Repetti | Andriej Jagodka Oleksij Staczenko Roman Svichar Jurij Tsap |
| Szpada        |                                                                       |                                                     |                                                            |
| Indywidualnie | Igor Reizlin · Ukraina                                                | Alan Fardzinow · Rosja                              | Hwang Hyeon-il Lucas Malcotti                              |
| Drużynowo     | Włochy                                                                | Węgry                                               | Korea Południowa                                           |
| Drużynowo     | Lorenzo Buzzi Paolo Pizzo Matteo Tagliariol                           | Daniel Berta Andreas Peterdi Gergely Siklosi        | Jung Byeung-chan Hwang Hyeon-il Ma Se-gon                  |
|               |                                                                       |                                                     |                                                            |

### Kobiety
| Konkurencja   | Złoto                                                                     | Srebro                                                      | Brąz                                                            |
| Konkurencja   | Zawodniczka                                                               | Zawodniczka                                                 | Zawodniczka                                                     |
| Floret        |                                                                           |                                                             |                                                                 |
| Indywidualnie | Inna Dierigłazowa · Rosja                                                 | Pauline Ranvier · Francja                                   | Anita Blaze Julia Walczyk                                       |
| Drużynowo     | Rosja                                                                     | Włochy                                                      | Polska                                                          |
| Drużynowo     | Inna Dierigłazowa Anastazja Ivanowa Olga Nikitina Adelina Zagidullina     | Eisabetta Bianchin Valentina de Constanzo Damiano Rosatelli | Bogna Jóźwiak Hanna Łyczbińska Martyna Synoradzka Julia Walczyk |
| Szabla        |                                                                           |                                                             |                                                                 |
| Indywidualnie | Jana Jegorian · Rosja                                                     | Qian Jiarui · Chiny                                         | Alina Komaszczuk Małgorzata Kozaczuk                            |
| Drużynowo     | Rosja                                                                     | Chiny                                                       | Ukraina                                                         |
| Drużynowo     | Jana Jegorian Olga Nikitina Anastazja Sołdatowa Sofja Wielika             | Gu Wenqing Qian Jiarui Shao Yaqi Shen Chen                  | Yuliia Bakastova Dzhoan Bezhura Alina Komaszczuk Ołena Woronina |
| Szpada        |                                                                           |                                                             |                                                                 |
| Indywidualnie | Sun Yiwen · Chiny                                                         | Ana Popescu · Rumunia                                       | Tatjana Andriuszina Magdalena Piekarska                         |
| Drużynowo     | Rosja                                                                     | Ukraina                                                     | Chiny                                                           |
| Drużynowo     | Tatjana Andriuszina Tatiana Gudkowa Anastazja Ivanowa Anastazja Sołdatowa | Dzhoan Bezhura Inna Brovko Alina Komaszczuk Ołena Krawaćka  | Lin Sheng Shen Chen Sun Yiwen Zhu Mingye                        |
|               |                                                                           |                                                             |                                                                 |

## Klasyfikacja medalowa
* Gospodarz zawodów został zaznaczony tym kolorem.
| Miejsce            | Reprezentacja      | Złoto | Srebro | Brąz | Razem |
| ------------------ | ------------------ | ----- | ------ | ---- | ----- |
| 1                  | Rosja              | 8     | 2      | 2    | 12    |
| 2                  | Włochy             | 1     | 2      | 3    | 6     |
| 3                  | Chiny*             | 1     | 2      | 1    | 4     |
| 4                  | Ukraina            | 1     | 1      | 3    | 5     |
| 5                  | Niemcy             | 1     | 0      | 1    | 2     |
| 6                  | Francja            | 0     | 3      | 1    | 4     |
| 7                  | Węgry              | 0     | 1      | 0    | 1     |
| 7                  | Rumunia            | 0     | 1      | 0    | 1     |
| 9                  | Polska             | 0     | 0      | 4    | 4     |
| 10                 | Korea Południowa   | 0     | 0      | 2    | 2     |
| 11                 | Szwajcaria         | 0     | 0      | 1    | 2     |
| Ogółem (11 państw) | Ogółem (11 państw) | 12    | 12     | 18   | 42    |

Źródło: Wuhan.